# Городки (Тверская область)
 Городки  — деревня в Жарковском муниципальном округе Тверской области.

## География
Находится в юго-западной части Тверской области на расстоянии приблизительно 12 км по прямой на юго-запад по прямой от районного центра поселка Жарковский недалеко от северного берега озера Щучье.

## История
Деревня уже была отмечена на карте 1846—1863 годов как господский дом. В 1859 году здесь (деревня Поречского уезда Смоленской губернии был учтен 1 двор, в 1927 — 6. До 2022 года входила в состав ныне упразднённого Щучейского сельского поселения.

## Население
Численность населения: 18 человек (1859 год), 4 (русские 100 %) в 2002 году, 5 в 2010.